# 賈真
賈真，山東泰安人，明朝政治人物、進士。
永樂二年（1404年），賈真中式甲申科三甲第二百七十七名進士。永樂四年四月，授監察御史。